# Koutous
Der Koutous (auch: Koutouss) ist ein 612 m hohes Gebirge in Niger.

## Geographie
Der Koutous liegt auf dem Gebiet der Landgemeinden Gamou und Kellé, die zum Departement Gouré in der Region Zinder gehören. Das Gebirge erreicht eine Höhe von 612 m und überragt die umliegenden Ebenen um teilweise mehr als 100 m. Es wird von steilen Abhängen begrenzt. Die aus dem Bergland Richtung Süden verlaufenden Trockentäler verlieren sich in der Landschaft Mounio. Vor allem südlich und westlich des Koutous erheben sich mehrere Zeugenberge.
Das Gebirge besteht aus Sandstein, Tonschiefer und Konglomerat aus dem Jura, aus Kalkstein und Tonschiefer aus der Unterkreide sowie aus Continental Terminal, das sich aus lockerem Sandstein, Tonschiefer und Mergel zusammensetzt. In diesem Aufbau gleicht der Koutous der ebenfalls am Westrand des Tschadbeckens gelegenen Landschaft Tegama.

## Flora
Im Koutous wachsen die Baumarten Commiphora africana und Acacia laeta, außerdem die Straucharten Dichrostachys cinerea, Boscia senegalensis und Kinkéliba sowie mehrere Sternbusch-Arten.

## Besiedlung
In ethnischer Hinsicht ist der Koutous ein Siedlungsgebiet der Dagara, einer Untergruppe der Kanuri. Im Umland leben andere ethnische Gruppen: Tuareg im Norden und Nordwesten, Tubu im Nordosten und Fulbe im Süden. Das Gebiet ist eine Zone des Austausches zwischen sesshaften und nomadischen Gruppen.
Das Dorf Birni Kazoé, der Gemeindehauptort von Gamou, und das Dorf Kellé, der gleichnamige Gemeindehauptort von Kéllé, befinden sich am Südrand des Gebirges. Weitere bedeutende Siedlungen am Fuß des Koutous sind Azoumba im Osten, Boultoumfoutem im Nordosten und Gadjamni im Südosten.